# 密蔵院 (江戸川区)

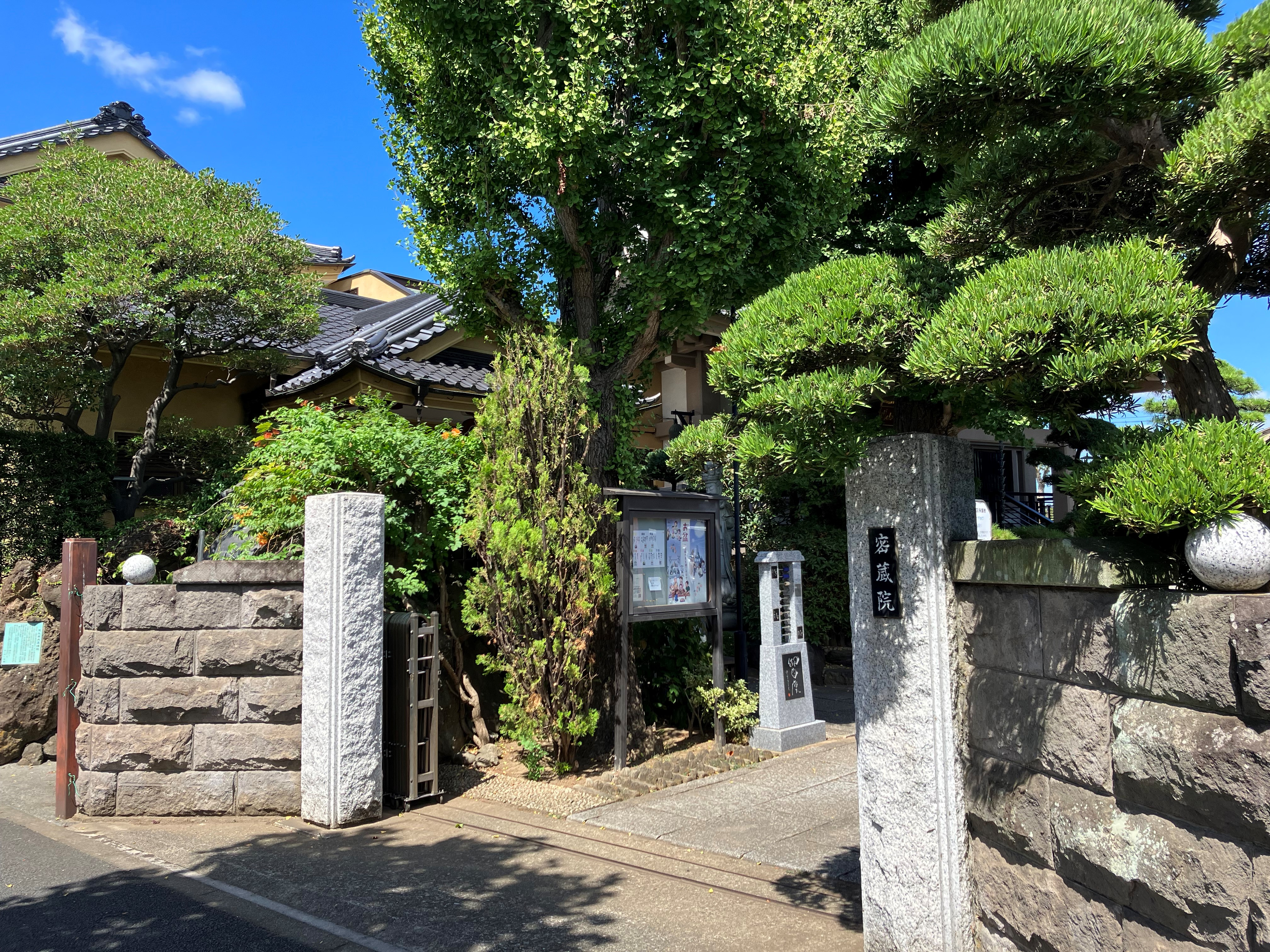
門

密蔵院（みつぞういん）は、東京都江戸川区鹿骨にある真言宗豊山派の寺院。山号は本命山。本尊は不動明王。
境内のいちょうの木は江戸川区の保護樹に指定されている。

## 交通アクセス
- JR総武線小岩駅から京成バス（小76　第二南小岩線）鹿骨停留所下車。